# جوزيف أبوت
جوزيف أبوت (بالإنجليزية: Joseph Abbott)‏ هو محامي وقاضي وسياسي أمريكي، ولد في 15 يناير 1840 في ديكاتور في الولايات المتحدة، وتوفي في 11 فبراير 1908 في هيلزبورو في الولايات المتحدة. حزبياً، نشط في الحزب الديمقراطي. وقد انتخب عضو مجلس نواب تكساس وانتخب عضو مجلس النواب الأمريكي.